# Charles-Olivier-René Bibard
Charles-Olivier-René Bibard (París, Illa de França, 1863 - 1935) fou un pianista i compositor francès. Estudià en el Conservatori de París i el 1884 aconseguí el segon Prix de Rome. Entre les seves obres hi figuren una suite orquestral,
Reflets du Nord, Diverses suites per a piano, Veillée de décembre, Le voyageur, Esquisses poétiques, una sonata per a piano, un concert, per a violí i orquestra, música religiosa, escenes líriques i melodies vocals i valsos.